# Pecześky
Pecześky (ukr. Печеськи) – wieś na Ukrainie, w obwodzie chmielnickim, w rejonie chmielnickim, w hromadzie Lisowi Hryniwci. W 2001 liczyła 398 mieszkańców, spośród których 395 wskazało jako ojczysty język ukraiński, 2 rosyjski, a 1 inny.